# Neopalpa donaldtrumpi

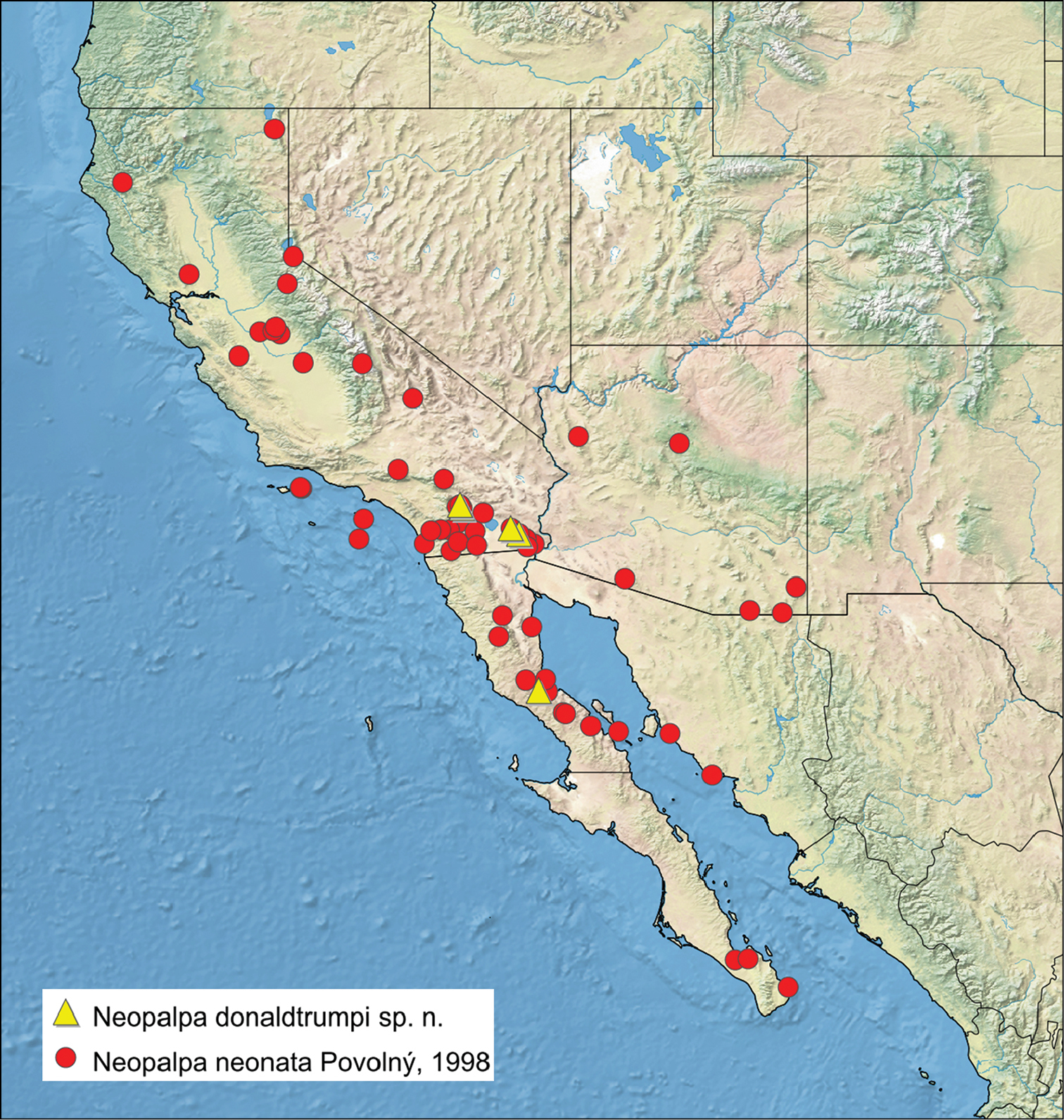
Fundorte von N. donaldtrumpi (gelb) und N. neonata (rot)

Neopalpa donaldtrumpi ist eine Schmetterlingsart aus der Familie der Palpenmotten (Gelechiidae). Der kanadische Entomologe Vazrick Nazari wählte das Artepitheton, da die Kopfbeschuppung des Falters der Frisur des 45. und 47. Präsidenten der Vereinigten Staaten, Donald Trump, ähnelt. Die Namenswahl soll die Aufmerksamkeit einer breiten Öffentlichkeit auf die Notwendigkeit des Schutzes gefährdeter Biotope in den USA lenken, in denen immer noch viele unbeschriebene und bedrohte Arten leben.

## Merkmale

### Falter
Die Vorderflügellänge der Männchen beträgt 3,0 bis 4,6 Millimeter, bei Weibchen wurden 4,3 Millimeter gemessen. Die Vorderflügel sind spitz und in der oberen Hälfte dunkelbraun gefärbt. Einige hellere Punkte heben sich ab. Die untere Hälfte ist bis zum Innenrand gelblich bis ockerbraun. Die Hinterflügel sind stark gefranst und haben eine weißliche Farbe. Der Kopf ist mit deutlichen gelblichen bis weißlichen Schuppen und Härchen versehen.

### Ähnliche Arten
Neopalpa neonata, die einzige andere Art der Gattung, kann anhand der schwächer ausgebildeten Beschuppung des Kopfes unterschieden werden. Zur sicheren Unterscheidung kann eine genitalmorphologische Untersuchung dienen. DNA-Barcoding-Analysen ergaben einen Unterschied von 4,9 bis 5,1 % zwischen Neopalpa neonata und Neopalpa donaldtrumpi.

## Verbreitung und Lebensraum
Während Neopalpa neonata im Nordwesten Mexikos, auf der gesamten Halbinsel Baja California und über ganz Kalifornien verbreitet ist, konnte Neopalpa donaldtrumpi bisher nur im Riverside County und dem Imperial County in Südkalifornien sowie in der Mitte der Baja California nachgewiesen werden. Die Art lebt bevorzugt in trockenen, sandigen Gebieten. Der Holotypus von Neopalpa donaldtrumpi ist ein von den Algodones-Dünen stammendes Exemplar.

## Lebensweise
Die Falter wurden im Februar, April, Juni und August an künstlichen Lichtquellen nachgewiesen. Weitere Details zur Lebensweise liegen momentan nicht vor.